# Roemenië op de Olympische Zomerspelen 2004
Roemenië nam deel aan de Olympische Zomerspelen 2004 in Athene, Griekenland. Ten opzichte van de vorige Spelen moest het drie keer goud, een keer zilver en drie keer brons inleveren.

## Medailleoverzicht
| Sport      | Olympiër | Discipline             | Medaille |
| ---------- | --- | ---------------------- | -------- |
| Gymnastiek | Cătălina Ponor | balk (v)               | Goud     |
| Gymnastiek | Cătălina Ponor | vloer (v)              | Goud     |
| Gymnastiek | Monica Roșu | sprong (v)             | Goud     |
| Gymnastiek | Oana Ban Alexandra Eremia Cătălina Ponor Monica Roşu Nicoleta Daniela Șofronie Silvia Stroescu                      | meerkamp team (v)      | Goud     |
| Roeien     | Georgeta Damian Viorica Susanu                                                                                      | twee-zonder (v)        | Goud     |
| Roeien     | Angela Alupei Constanța Burcică                                                                                     | lichte dubbel-twee (v) | Goud     |
| Roeien     | Aurica Bărăscu Georgeta Damian Rodica Florea Liliana Gafencu Elena Georgescu Doina Ignat Elisabeta Lipă Ioana Papuc | acht (v)               | Goud     |
| Zwemmen    | Camelia Potec | 200m vrije slag (v)    | Goud     |
| Atletiek   | Marian Oprea | hink-stap-springen (m) | Zilver   |
| Atletiek   | Ionela Tirlea-Manolache                                                                                             | 400m horden (v)        | Zilver   |
| Gymnastiek | Marian Drăgulescu                                                                                                   | vloer (m)              | Zilver   |
| Gymnastiek | Marius Urzică | paard voltige (m)      | Zilver   |
| Gymnastiek | Nicoleta Daniela Șofronie                                                                                           | vloer (v)              | Zilver   |
| Atletiek   | Maria Cioncan | 1500m (v)              | Brons    |
| Boksen     | Ionuț Gheorghe | -63,5kg (m)            | Brons    |
| Gymnastiek | Marian Drăgulescu                                                                                                   | sprong (m)             | Brons    |
| Gymnastiek | Alexandra Eremia | balk (v)               | Brons    |
| Gymnastiek | Marian Drăgulescu Ilie Daniel Popescu Dan Nicolae Potra Răzvan Dorin Șelariu Ioan Silviu Suciu Marius Urzică        | meerkamp team (m)      | Brons    |
| Zwemmen    | Răzvan Florea | 200m rugslag (m)       | Brons    |

## Deelnemers en resultaten

### Atletiek
| Olympiër                                                       | Discipline             | Resultaat | Prestatie                                                                       |
| -------------------------------------------------------------- | ---------------------- | --------- | ------------------------------------------------------------------------------- |
| Bogdan Țărus                                                   | verspringen (m)        | 8e        | kwalificatie groep A: 4de met 8,08m finale: 8ste met 8,21m                      |
| Marian Oprea                                                   | hink-stap-springen (m) | Zilver    | kwalificatie groep B: 2de met 17,44m finale: 2de met 17,55m                     |
| Ștefan Vasilache                                               | hoogspringen (m)       | 15e       | kwalificatie groep A: 8ste met 2,25m 2de met 17,44m finale: 2de met 17,55m      |
| Gheorghe Gușet                                                 | kogelstoten (m)        | 14e       | kwalificatie groep A: 8ste met 19,68m                                           |
|                                                                |                        |           |                                                                                 |
| Maria Cioncan                                                  | 800m (v)               | 7e        | serie 2: 1ste in 1.59,64 halve finale 3: 2de in 1.59,44 finale: 7de in 1.59,62  |
| Maria Cioncan                                                  | 1500m (v)              | Brons     | serie 3: 1ste in 4.06,68 halve finale 1: 1ste in 4.06,69 finale: 3de in 3.58,39 |
| Alina Cucerzan                                                 | 1500m (v)              | 39e       | serie 2: 13de in 4.18,07                                                        |
| Elena Iagăr                                                    | 1500m (v)              | 29e       | serie 1: 12de in 4.11,48                                                        |
| Mihaela Botezan                                                | 10000m (v)             | 11e       | 31.11,24 (NR)                                                                   |
| Ionela Tirlea-Manolache                                        | 400m horden (v)        | Zilver    | serie 3: 1ste in 54,41 halve finale 2: 2de in 53,32 finale: 2de in 53,38        |
| Angela Moroșanu Alina Răpanu Maria Rus Ionela Tirlea-Manolache | 4x400m horden (v)      | 6e        | serie 1: 5de in 3.27,36 finale: 6de in 3.26,81                                  |
| Constantina Tomescu                                            | marathon (v)           | 20e       | 2:37.31                                                                         |
| Nuta Olaru                                                     | marathon (v)           | 13e       | 2:34.45                                                                         |
| Lidia Şimon                                                    | marathon (v)           | DNF       | niet gefinisht                                                                  |
| Norica Câmpean                                                 | 20km snelwandelen (v)  | 27e       | 1:34.30                                                                         |
| Daniela Cârlan                                                 | 20km snelwandelen (v)  | 37e       | 1:37.14                                                                         |
| Ana Maria Groza                                                | 20km snelwandelen (v)  | 29e       | 1:34.56                                                                         |
| Adina Anton                                                    | verspringen (m)        | 18e       | kwalificatie groep B: 7de met 6,47m                                             |
| Alina Militaru                                                 | verspringen (m)        | DNF       | kwalificatie groep A: geen geldige poging                                       |
| Adelina Gavrilă                                                | hink-stap-springen (m) | 15e       | kwalificatie groep B: 6de met 14,56m finale: 15de met 13,86m                    |
| Mariana Solomon                                                | hink-stap-springen (m) | 16e       | kwalificatie groep A: 10de met 14,42m                                           |
| Monica Iagăr                                                   | hoogspringen (m)       | 8e        | kwalificatie groep B: 4de met 1,95m finale: 8ste met 1,93m                      |
| Oana Pantelimon                                                | hoogspringen (m)       | 7e        | kwalificatie groep A: 6de met 1,92m finale: 7de met 1,93m                       |
| Nicoleta Grasu                                                 | discuswerpen (m)       | 5e        | kwalificatie groep A: 5de met 61,91m finale: 5de met 64,92m                     |
| Felicia Tilea Moldavisch                                       | speerwerpen (m)        | 11e       | kwalificatie groep A: 5de met 62,05m finale: 11de met 59,72m                    |

### Boksen
| Olympiër       | Discipline | Resultaat | Prestatie |
| -------------- | ---------- | --------- | --- |
| Dorel Simion   | -57kg (m)  | 5e        | 1ste ronde: W van AUS Langham: 40-15 2de ronde: W van BLR Biarnadski: 38-13 kwartfinale: V van KOR Seok: 35-39                                            |
| Ionuț Gheorghe | -64kg (m)  | Brons     | 1ste ronde: W van PAK Karim: 26-11 2de ronde: W van TUR Karagollu: 28-19 kwartfinale: W van ITA di Rocco: 29-18 halve finale: V van THA Boonjumnong: 9-30 |
| Marian Simion  | -75kg (m)  | 9e        | 1ste ronde: vrij 2de ronde: V van EGY Yasser: 29-36 |

### Gewichtheffen
| Olympiër          | Discipline | Resultaat | Prestatie                                                        |
| ----------------- | ---------- | --------- | ---------------------------------------------------------------- |
| Adrian Jigău      | -56kg (m)  | 6e        | trekken: 7de met 120kg stoten: 3de met 155kg totaal: 275kg       |
| Ioan Veliciu      | -62kg (m)  | 14e       | trekken: 16de met 110kg stoten: 14de met 135kg totaal: 245kg     |
| Stănel Stoica     | -69kg (m)  | 9e        | trekken: 8ste met 142,5kg stoten: 10de met 160kg totaal: 302,5kg |
| Sebastian Dogariu | -77kg (m)  | 11e       | trekken: 11de met 155kg stoten: 11de met 190kg totaal: 345kg     |
| Vasile Hegheduș   | -77kg (m)  | DNF       | trekken: geen geldige poging                                     |
| Valeriu Calancea  | -85kg (m)  | DNF       | trekken: 10de met 160kg stoten: geen geldige poging              |
|                   |            |           |                                                                  |
| Marioara Munteanu | -53kg (v)  | 4e        | trekken: 6de met 85kg stoten: 5de met 105kg totaal: 190kg        |

### Gymnastiek
| Olympiër | Discipline               | Resultaat | Prestatie |
| --- | ------------------------ | --------- | --- |
| Marius Urzică                                                                                                | paard voltige (m)        | Zilver    | kwalificatie: 2de met 9,812 punten finale: 2de met 9,825 punten |
| Marian Drăgulescu                                                                                            | sprong (m)               | Brons     | kwalificatie: 3de met 9,762 punten finale: 3de met 9,612 punten |
| Marian Drăgulescu                                                                                            | vloer (m)                | Zilver    | kwalificatie: 1ste met 9,762 punten finale: 3de met 9,787 punten |
| Marian Drăgulescu                                                                                            | individuele meerkamp (m) | 8e        | kwalificatie: 4de brug: 33ste met 9,562 punten paard voltige: 43ste met 9,325 punten rekstok: 34ste met 9,550 punten ringen: 49ste met 9,475 punten sprong: 3de met 9,762 punten vloer: 1ste met 9,762 punten totaal: 57,436 punten finale: 8ste brug: 18de met 9,437 punten paard voltige: 12de met 9,525 punten rekstok: 15de met 9,337 punten ringen: 13de met 9,562 punten sprong: 1ste met 9,850 punten vloer: 6de met 9,612 punten totaal: 57,323 punten  |
| Dan Nicolae Potra                                                                                            | individuele meerkamp (m) | 25e       | kwalificatie: 25ste brug: 34ste met 9,550 punten paard voltige: 44ste met 9,300 punten rekstok: 72ste met 8,500 punten ringen: 45ste met 9,500 punten sprong: 51ste met 9,362 punten vloer: 27ste met 9,537 punten totaal: 55,749 punten |
| Ioan Silviu Suciu                                                                                            | individuele meerkamp (m) | 4e        | kwalificatie: 6de brug: 39ste met 9,500 punten paard voltige: 9de met 9,712 punten rekstok: 46ste met 9,412 punten ringen: 48ste met 9,487 punten sprong: 10de met 9,637 punten vloer: 17de met 9,650 punten totaal: 57,398 punten finale: 4de brug: 20ste met 9,312 punten paard voltige: 1ste met 9,737 punten rekstok: 5de met 9,662 punten ringen: 14de met 9,550 punten sprong: 2de met 9,737 punten vloer: 3de met 9,650 punten totaal: 57,648 punten     |
| Marian Drăgulescu Ilie Daniel Popescu Dan Nicolae Potra Răzvan Dorin Șelariu Ioan Silviu Suciu Marius Urzică | meerkamp team (m)        | Brons     | kwalificatie: 3de brug: 6de met 38,312 punten paard voltige: 3de met 38,474 punten rekstok: 7de met 38,149 punten ringen: 7de met 38,249 punten sprong: 3de met 38,261 punten vloer: 2de met 38,574 punten totaal: 230,019 punten finale: 3de brug: 5de met 28,462 punten paard voltige: 2de met 29,249 punten rekstok: 8ste met 27,962 punten ringen: 6de met 28,962 punten sprong: 1ste met 29,025 punten vloer: 2de met 28,724 punten totaal: 172,384 punten |
| |                          |           | |
| Alexandra Eremia                                                                                             | balk (v)                 | Brons     | kwalificatie: 3de met 9,687 punten finale: 3de met 9,700 punten |
| Cătălina Ponor                                                                                               | balk (v)                 | Goud      | kwalificatie: 1ste met 9,775 punten finale: 1ste met 9,787 punten |
| Dana Șofronie                                                                                                | brug (v)                 | 6e        | kwalificatie: 6de met 9,625 punten finale: 6de met 9,462 punten |
| Monica Roșu                                                                                                  | sprong (v)               | Goud      | kwalificatie: 1ste met 9,675 punten finale: 1ste met 9,656 punten |
| Cătălina Ponor                                                                                               | vloer (v)                | Goud      | kwalificatie: 1ste met 9,687 punten finale: 1ste met 9,750 punten |
| Dana Șofronie                                                                                                | vloer (v)                | Zilver    | kwalificatie: 8ste met 9,525 punten finale: 2de met 9,562 punten |
| Oana Ban | individuele meerkamp (v) | DNF       | kwalificatie: 3de balk: 5de met 9,625 punten brug: 29ste met 9,425 punten sprong: 23ste met 9,325 punten vloer: 4de met 9,600 punten totaal: 37,975 punten finale: niet gestart |
| Nicoleta Daniela Șofronie                                                                                    | individuele meerkamp (v) | 5e        | kwalificatie: 2de balk: 12de met 9,487 punten brug: 6de met 9,625 punten sprong: 9de met 9,425 punten vloer: 8ste met 9,525 punten totaal: 38,062 punten finale: 5de balk: 6de met 9,362 punten brug: 4de met 9,637 punten sprong: 3de met 9,412 punten vloer: 6de met 9,537 punten totaal: 37,948 punten |
| Oana Ban Alexandra Eremia Cătălina Ponor Monica Roşu Nicoleta Daniela Șofronie Silvia Stroescu               | meerkamp team (v)        | Goud      | kwalificatie: 1ste balk: 1ste met 38,599 punten brug: 6de met 37,750 punten sprong: 1ste met 37,925 punten vloer: 1ste met 38,162 punten 1ste met 28,437 punten vloer: 1ste met 28,749 punten totaal: 114,283 punten |

Daniel Hernandes

### Judo
| Olympiër          | Discipline | Resultaat | Prestatie |
| ----------------- | ---------- | --------- | --- |
| Claudiu Bastea    | -73kg (m)  | 17e       | 1ste ronde: vrij 2de ronde: W van MLI Mariko: waza-ari 3de ronde: V van POR Neto: ippon                                                                                             |
| Gabriel Munteanu  | +100kg (m) | 13e       | 1ste ronde: vrij 2de ronde: V van RUS Tmenov: ippon herkansingen: V van BRA Hernandes: ippon                                                                                        |
|                   |            |           | |
| Alina Dumitru     | -48kg (v)  | 5e        | 1ste ronde: vrij 2de ronde: W van KAZ Shiskina: ippon kwartfinale: W van POL Żemła-Krajewska: ippon halve finale: V van JPN Tani: waza-ari bronzen finale: V van CHN Gao: ippon     |
| Ioana Maria Aluas | -52kg (v)  | 9e        | 1ste ronde: W van NZL Stormont: ippon 2de ronde: V van FRA Eurani: waza-ari herkansingen: vrij herkansingen 2: W van POR Monteiro: ippon herkansinge 3: V van ALG Souakri: waza-ari |

### Kanovaren
| Olympiër                                                                  | Discipline    | Resultaat | Prestatie                                                                       |
| ------------------------------------------------------------------------- | ------------- | --------- | ------------------------------------------------------------------------------- |
| Florin Georgisch Mironcic                                                 | C-1 500m (m)  | 17e       | serie 2: 3de in 1.51,568 halve finale 1: 8ste in 1.53,957                       |
| Mitică Pricop                                                             | C-1 1000m (m) | 13e       | serie 2: 4de in 4.00,559 halve finale 1: 5de in 3.59,640                        |
| Silviu Simioncencu Florin Popescu                                         | C-1 500m (m)  | 4e        | serie 2: 4de in 1.41,368 halve finale: 1ste in 1.41,424 finale: 4de in 1.40,618 |
| Silviu Simioncencu Florin Popescu                                         | C-1 1000m (m) | 4e        | serie 1: 1ste in 3.30,419 finale: 4de in 3.43,858                               |
| Marian Băban Ștefan Vasile                                                | K-2 500m (m)  | 17e       | serie 1: 6de in 1.34,410 halve finale 1: 7de in 1.34,398                        |
| Marian Băban Alexandru Bogdan Ceausu Vasile Curuzan Corneli Ștefan Vasile | K-4 1000m (m) | 7e        | serie 1: 4de in 2.55,324 halve finale: 1ste in 2.53,994 finale: 7de in 3.03,107 |
|                                                                           |               |           |                                                                                 |
| Florică Vulpeș Lidia Talpa                                                | K-2 500m (v)  | 17e       | serie 1: 7de in 1.45,386 halve finale: 5de in 1.45,770                          |

### Paardensport
| Olympiër     | Discipline  | Resultaat | Prestatie                                                          |
| Eventing     | Eventing    | Eventing  | Eventing                                                           |
| ------------ | ----------- | --------- | ------------------------------------------------------------------ |
| Viorel Bubau | individueel | DNF       | dressuur: 74ste met 80,0 strafpunten cross-country: niet gefinisht |

### Roeien
| Olympiër | Discipline             | Resultaat | Prestatie                                                                     |
| --- | ---------------------- | --------- | ----------------------------------------------------------------------------- |
| Florin Corbeanu Ovidiu Cornea Daniel Măstăcan Gheorghiţa Munteanu                                                   | vier-zonder (m)        | 13e       | serie 1: 5de in 6.40,16 herkansingen: 4de in 6.00,10                          |
| |                        |           |                                                                               |
| Angela Alupei Constanța Burcică                                                                                     | lichte dubbel-twee (v) | Goud      | serie 1: 1ste in 6.50,64 finale: 1ste in 6.51,84                              |
| Camelia Macoviciuc-Mihalcea Simona Muşat                                                                            | dubbel-twee (v)        | 5e        | serie 2: 3de in 7.39,32 herkansingen: 2de in 6.58,00 finale: 5de in 7.17,58   |
| Georgeta Damian Viorica Susanu                                                                                      | twee-zonder (v)        | Goud      | serie 2: 1ste in 7.29,74 finale: 1ste in 7.06,56                              |
| Aurica Bărăscu Georgeta Damian Rodica Florea Liliana Gafencu Elena Georgescu Doina Ignat Elisabeta Lipă Ioana Papuc | acht (v)               | Goud      | serie 1: 2de in 5.56,77 herkansingen: 1ste in 6.03,99 finale: 1ste in 6.17,70 |

### Schermen
| Olympiër                      | Discipline | Resultaat | Prestatie |
| ----------------------------- | ---------- | --------- | --- |
| Alexandru Nyisztor            | degen (m)  | 31e       | 1ste ronde: W van UKR Nikishyn: 15-6 2de ronde: V van ITA Rota: 8-15 |
| Mihai Couvaliu                | sabel (m)  | 7e        | 1ste ronde: vrij 2de ronde: W van CHN Zhou: 15-10 3de ronde: W van POL Sznajder: 15-9 kwartfinale: V van HUN Nemcsik: 14-15                                                              |
|                               |            |           | |
| Ana Brânză                    | degen (v)  | 16e       | 1ste ronde: W van ALG Gamir: 15-14 2de ronde: W van HUN Hormay: 15-13 3de ronde: V van CHN Zhang: 13-15                                                                                  |
| Laura Gabriela Carlescu Badea | degen (v)  | 5e        | 1ste ronde: vrij 2de ronde: W van CHN Meng: 15-11 kwartfinale: V van POL Gruchała: 7-15                                                                                                  |
| Roxana Scarlat                | degen (v)  | 9e        | 1ste ronde: vrij 2de ronde: V van KOR Nam: 7-15 |
| Cătălina Cheorghitoaia        | sabel (v)  | 4e        | 1ste ronde: W van SEN Toure: 15-6 2de ronde: W van POL Shelton: 15-12 kwartfinale: W van KOR Zhang: 15-13 halve finale: V van USA Zagunis: 7-15 bronzen finale: V van USA Jacobson: 7-15 |

### Schietsport
| Olympiër      | Discipline              | Resultaat | Prestatie                                                               |
| ------------- | ----------------------- | --------- | ----------------------------------------------------------------------- |
| Sorin Babii   | 50m pistool (m)         | 18e       | kwalificatie: 18de met 553 punten (91-92-95-93-89-93)                   |
| Iulian Raicea | 25m snelvuurpistool (m) | 5e        | kwalificatie: 4de met 588 punten (294-294) finale: 5de met 687,6 punten |
| Sorin Babii   | 10m luchtpistool (m)    | 13e       | kwalificatie: 13de met 579 punten (100-97-93-98-97-94)                  |
| Iulian Raicea | 10m luchtpistool (m)    | 39e       | kwalificatie: 39ste met 570 punten (92-94-97-94-98-95)                  |

### Schoonspringen
| Olympiër             | Discipline    | Resultaat    | Prestatie                          |
| Mountainbike         | Mountainbike  | Mountainbike | Mountainbike                       |
| -------------------- | ------------- | ------------ | ---------------------------------- |
| Ramona Maria Ciobanu | 10m toren (v) | 24e          | voorronde: 24ste met 268,23 punten |

### Tafeltennis
| Olympiër                     | Discipline     | Resultaat | Prestatie |
| ---------------------------- | -------------- | --------- | --- |
| Adrian Crişan                | enkelspel (m)  | 17e       | 1ste ronde: vrij 2de ronde: W van USA Lupulesku: 4-0 (11-9, 11-8, 15-13, 11-8) 3de ronde: V van TPE Chiang: 1-4 (9-11, 5-11, 10-12, 11-2, 8-11)                                                                    |
|                              |                |           | |
| Otilia Bădescu               | enkelspel (v)  | 33e       | 1ste ronde: vrij 2de ronde: V van ISR Kravchenko: 2-4 (6-11, 9-11, 11-4, 3-11, 11-8, 6-11) |
| Mihaela Steff                | enkelspel (v)  | 17e       | 1ste ronde: vrij 2de ronde: vrij 3de ronde: V van PRK Kim: 2-4 (11-7, 8-11, 7-11, 7-11, 11-6, 9-11) |
| Adriana Zamfir               | enkelspel (v)  | 9e        | 1ste ronde: vrij 2de ronde: W van JOR Shaban: 4-1 (8-11, 11-5, 11-8, 11-5, 11-4) 3de ronde: W van CHN Lin: 4-2 (11-6, 11-7, 5-11, 11-8, 7-11, 12-10) 4de ronde: V van CHN Wang: 1-4 (11-9, 8-11, 2-11, 9-11, 4-11) |
| Mihaela Steff Adriana Zamfir | dubbelspel (v) | 17e       | 1ste ronde: vrij 2de ronde: vrij 3de ronde: V van SIN Fern/Zhang: 1-4 (11-8, 6-11, 10-12, 9-11, 8-11) |

### Tennis
| Olympiër                    | Discipline     | Resultaat | Prestatie                                           |
| --------------------------- | -------------- | --------- | --------------------------------------------------- |
| Victor Hănescu              | enkelspel (m)  | 33e       | 1ste ronde: V van AUS Arthurs: 4-6, 6-7(4)          |
| Andrei Pavel                | enkelspel (m)  | 33e       | 1ste ronde: V van CRO Karlović: 4-6, 7-6(10), 2-6   |
| Victor Hănescu Andrei Pavel | dubbelspel (m) | 17e       | 1ste ronde: V van GER Kiefer/Schüttler: 5-7, 6-7(3) |

### Wielersport
| Olympiër           | Discipline   | Resultaat    | Prestatie    |
| Mountainbike       | Mountainbike | Mountainbike | Mountainbike |
| ------------------ | ------------ | ------------ | ------------ |
| Ovidiu Tudor Oprea | mannen       | 37e          | op 1 ronde   |

### Worstelen
| Olympiër        | Discipline | Resultaat | Prestatie                                                                                     |
| --------------- | ---------- | --------- | --------------------------------------------------------------------------------------------- |
| Nicolae Ghiţă   | -84kg (m)  | 9e        | groep 7: 3de V van TJK Aliev: 1-3 V van RUS Sazhidov: 0-4 W van SEN Sène: 3-1                 |
| Rareș Chintoan  | -120kg (m) | 19e       | groep 4: 3de V van GER Thiele: 0-3 V van TUR Polatci: 0-4                                     |
| Grieks-Romeins  |            |           |                                                                                               |
| Marian Sandu    | -55kg (m)  | 11e       | groep 5: 2de V van KOR Im: 1-3 W van KAZ Tengizbayev: 3-0                                     |
| Eusebiu Diaconu | -60kg (m)  | 6e        | groep 2: 1ste W van POR Passos: 4-0 W van USA Gruenwald: 3-1 kwartfinale: V van KOR Jung: 0-3 |
| Petru Sudureac  | -96kg (m)  | 15e       | groep 4: 3de V van LTU Ezerskis: 1-3 V van IRI Hashemzadeh: 1-3                               |

### Zwemmen
| Olympiër                                                      | Discipline            | Resultaat | Prestatie                                                                      |
| ------------------------------------------------------------- | --------------------- | --------- | ------------------------------------------------------------------------------ |
| Dragoș Coman                                                  | 400m vrije slag (m)   | 16e       | serie 5: 6de in 3.51,73                                                        |
| Dragoș Coman                                                  | 1500m vrije slag (m)  | 7e        | serie 3: 2de in 15.06,33 (NR) finale: 7de in 15.10,21                          |
| Răzvan Florea                                                 | 100m rugslag (m)      | 10e       | serie 6: 6de in 55,77 halve finale 2: 7de in 55,27                             |
| Răzvan Florea                                                 | 200m rugslag (m)      | Brons     | serie 5: 3de in 1.58,81 halve finale 1: 2de in 1.58,20 finale: 3de in 1.57,56  |
| Ioan Gherghel                                                 | 100m vlinderslag (m)  | 27e       | serie 7: 8ste in 53,89                                                         |
| Ioan Gherghel                                                 | 200m vlinderslag (m)  | 5e        | serie 5: 4de in 1.58,12 halve finale 2: 4de in 1.57,31 finale: 5de in 1.56,10  |
|                                                               |                       |           |                                                                                |
| Larisa Lăcustă                                                | 200m vrije slag (v)   | 38e       | serie 2: 4de in 2.06,62                                                        |
| Camelia Potec                                                 | 200m vrije slag (v)   | Goud      | serie 4: 3de in 2.00,50 halve finale 2: 5de in 1.59,25 finale: 1ste in 1.58,03 |
| Simona Păduraru                                               | 400m vrije slag (v)   | 11e       | serie 5: 3de in 4.10,39                                                        |
| Camelia Potec                                                 | 400m vrije slag (v)   | 4e        | serie 3: 1ste in 4.07,39 finale: 4de in 4.06,34                                |
| Simona Păduraru                                               | 800m vrije slag (v)   | 8e        | serie 2: 3de in 8.34,15 finale: 8ste in 8.37,02                                |
| Camelia Potec                                                 | 800m vrije slag (v)   | 16e       | serie 3: 5de in 8.41,20                                                        |
| Beatrice Câșlaru                                              | 200m wisselslag (v)   | 8e        | serie 2: 2de in 2.14,70 halve finale 1: 3de in 2.14,25 finale: 8ste in 2.15,40 |
| Beatrice Câșlaru                                              | 400m wisselslag (v)   | 14e       | serie 4: 6de in 4.46,94                                                        |
| Beatrice Câșlaru Larisa Lăcustă Simona Păduraru Camelia Potec | 4x200m vrije slag (v) | 11e       | serie 2: 5de in 8.09,67                                                        |

Afghanistan · Albanië · Algerije · Amerikaanse Maagdeneilanden · Amerikaans-Samoa · Andorra · Angola · Antigua en Barbuda · Argentinië · Armenië · Aruba · Australië · Azerbeidzjan · Bahama's · Bahrein · Bangladesh · Barbados · België · Belize · Benin · Bermuda · Bhutan · Bolivia · Bosnië en Herzegovina · Botswana · Brazilië · Britse Maagdeneilanden · Brunei · Bulgarije · Burkina Faso · Burundi · Cambodja · Canada · Centraal-Afrikaanse Republiek · Chili · China · Chinees Taipei · Colombia · Comoren · Congo-Brazzaville · Congo-Kinshasa · Cookeilanden · Costa Rica · Cuba · Cyprus · Denemarken · Djibouti · Dominica · Dominicaanse Republiek · Duitsland · Ecuador · Egypte · El Salvador · Equatoriaal-Guinea · Eritrea · Estland · Ethiopië · Fiji · Filipijnen · Finland · Frankrijk · Gabon · Gambia · Georgië · Ghana · Grenada · Griekenland · Groot-Brittannië · Guam · Guatemala · Guinee · Guinee‑Bissau · Guyana · Haïti · Honduras · Hongarije · Hongkong · Ierland · IJsland · India · Indonesië · Irak · Iran · Israël · Italië · Ivoorkust · Jamaica · Japan · Jemen · Jordanië · Kaaimaneilanden · Kaapverdië · Kameroen · Kazachstan · Kenia · Kirgizië · Kiribati · Koeweit · Kroatië · Laos · Lesotho · Letland · Libanon · Liberia · Libië · Liechtenstein · Litouwen · Luxemburg · Macedonië · Madagaskar · Malawi · Malediven · Maleisië · Mali · Malta · Marokko · Mauritanië · Mauritius · Mexico · Micronesië · Moldavië · Monaco · Mongolië · Mozambique · Myanmar · Namibië · Nauru · Nederland · Nederlandse Antillen · Nepal · Nicaragua · Nieuw-Zeeland · Niger · Nigeria · Noord-Korea · Noorwegen · Oeganda · Oekraïne · Oezbekistan · Oman · Oostenrijk · Oost‑Timor · Pakistan · Palau · Palestina · Panama · Papoea-Nieuw-Guinea · Paraguay · Peru · Polen · Portugal · Puerto Rico · Qatar · Roemenië · Rusland · Rwanda · Saint Kitts en Nevis · Saint Lucia · Saint Vincent en Grenadines · Salomonseilanden · Samoa · San Marino · Sao Tomé en Principe · Saoedi-Arabië · Senegal · Servië en Montenegro · Seychellen · Sierra Leone · Singapore · Slovenië · Slowakije · Soedan · Somalië · Spanje · Sri Lanka · Suriname · Swaziland · Syrië · Tadzjikistan · Tanzania · Thailand · Togo · Tonga · Trinidad en Tobago · Tsjaad · Tsjechië · Tunesië · Turkije · Turkmenistan · Uruguay · Vanuatu · Venezuela · Verenigde Arabische Emiraten · Verenigde Staten · Vietnam · Wit-Rusland · Zambia · Zimbabwe · Zuid-Afrika · Zuid-Korea · Zweden · Zwitserland